# Elizabeth Taylor (Schriftstellerin)
Elizabeth Taylor, Geburtsname Dorothy Betty Coles (* 3. Juli 1912 in Reading, Berkshire; † 19. November 1975 in Penn, Buckinghamshire),  war eine britische Schriftstellerin.
Taylors 1971 erschienener Roman Mrs Palfrey at the Claremont wird in der Liste der 100 besten englischsprachigen Romane geführt, die Robert McCrum 2015 für den Guardian zusammenstellte.

## Leben und Werk
Elizabeth Taylor besuchte die Abbey School in Reading, wo sie auch Griechischunterricht erhielt und jedes Jahr mit dem Schulpreis für Englisch ausgezeichnet wurde.
Bis zu ihrer Eheschließung mit dem Fabrikanten John Taylor im Jahr 1936 arbeitete sie als Privatlehrerin, Kindergärtnerin und Bibliothekarin.  Aus der Ehe gingen zwei Töchter hervor. Sie führte mit ihrer Familie ein unauffälliges und zurückgezogenes Leben, schrieb neben ihrer täglichen Arbeit ihre Romane und Erzählungen und verließ die Stadt Reading nur selten.
Die Zeit ihrer Berufstätigkeit behielt sie stets positiv in Erinnerung. So schrieb sie: “I learnt so much from these jobs and have never regretted the time I spent at them” (deutsch: „Ich lernte so viel durch diese Tätigkeiten und habe die Zeit, die ich damit zubrachte, nie bedauert“). Sie gehörte der Ortsgruppe der kommunistischen Partei in High Wycombe an. 1938 traf sie dort den Maler und Designer Raymond Russell, mit dem sie eine Affäre begann und mit dem sie über die nächsten zehn Jahre einen intensiven Briefwechsel führte. Von dem Briefwechsel ist nur wenig erhalten, da sie sämtliche Briefe Russells nach Beendigung ihrer Beziehung verbrannte. Seit 1948 unterhielt sie eine Brieffreundschaft mit Robert Liddell, der ihre Briefe nach ihrem Tod bis auf wenige Ausnahmen vernichtete.
Als Romanautorin und Autorin zahlreicher Kurzgeschichten widmete sie sich vorwiegend dem Leben von Frauen der mittleren und oberen Mittelschicht, der sie selbst angehörte. Dieses Milieu und die darin agierenden Frauen beschrieb sie genau und mit Humor. Im Zentrum der Handlung ihrer Prosa stehen keine aufregenden Ereignisse, sondern vielmehr Alltagssituationen. Zufälle im Leben, unerwartete Ereignisse, gelegentlich Todesfälle dienen als Mittel, Verwirrungen, Unordnung unter der Oberfläche des täglichen Lebens der Akteure ans Licht zu bringen.
Der erste ihrer insgesamt zwölf Romane mit dem Titel At Mrs Lippincote’s erschien 1945. Ihr Roman Mrs Palfrey at the Claremont stand 1971 auf der Shortlist des Booker Prize. Ihre Kurzgeschichten, die zuvor in verschiedenen Zeitschriften erschienen waren, wurden in mehreren Sammelbänden publiziert. Aus Anlass ihres 100. Geburtstags erschien 2012 die erste vollständige Gesamtausgabe ihrer Kurzgeschichten.

## Rezeption
Zu ihren Lebzeiten wurde Taylors Werk vom Publikum und von der Literaturkritik weitgehend ignoriert. Mit dem Namen Elizabeth Taylor stand sie zeit ihres Lebens im Schatten der gleichnamigen Schauspielerin. Alle ihre Biographen und späteren Kritiker weisen darauf hin, dass wenige Monate bevor sie ihren ersten Roman veröffentlichte, der Film National Velvet mit Elizabeth Taylor angelaufen war und das Aufgehen eines strahlenden Sterns am Kinohimmel Hollywoods alle Aufmerksamkeit von Medien und Publikum auf sich zog. Als Dan Ireland 2005 auf der Grundlage von Taylors Roman den Film Mrs Palfrey at the Claremont mit Joan Plowright in der Titelrolle drehte und François Ozon 2007 ihren Roman Angel verfilmte, wurde sie in Großbritannien kaum noch gelesen.
Allerdings war ihr Werk unter Schriftstellern wohlbekannt und wurde von ihren Kollegen hoch geschätzt. Kingsley Amis nannte sie „eine der besten englischen Romanautoren dieses Jahrhunderts“, Antonia Fraser bezeichnete sie als „eine der am meisten unterschätzten Autoren des 20. Jahrhunderts“. „Versiert, kultiviert und leicht unterbewertet“, urteilt Hilary Mantel, und Jilly Cooper lobt sie als „eine wunderbare Erzählerin“.
Erst aus Anlass ihres 100. Geburtstags 2012, als Virago in London und New York Review Books in den Vereinigten Staaten eine Neuausgabe ihrer Werke in Angriff nahmen, wurde sie von der englischen Literaturkritik und den Feuilletons wirklich wahrgenommen und publik gemacht.

## Werke
Romane
- At Mrs Lippincote’s (1945)
- Palladian (1946)
 Einsames Herz. Aus dem Englischen von Heinz Kotthaus. Albert Limbach, Braunschweig 1948.
- A View of the Harbour (1947)
 Kleiner Wellenschlag. Aus dem Englischen von Carmen Hübener. Claassen, Hamburg 1950.
 Blick auf den Hafen. Aus dem Englischen von Bettina Abarbanell. Dörlemann, Zürich 2011, ISBN 978-3-908777-66-3.
- A Wreath of Roses (1949)
- A Game of Hide and Seek (1951)
 Versteckspiel. Aus dem Englischen von Bettina Abarbanell. Dörlemann Verlag, Zürich 2013, ISBN 978-3-908777-84-7.[10]
- The Sleeping Beauty (1953)
- Angel (1957)
 Angel. Aus dem Englischen von Bettina Abarbanell. Dörlemann Verlag, Zürich 2018, ISBN 978-3-03820-052-9.
- In a Summer Season (1961)
 Einen Sommer lang. Aus dem Englischen von Hansjürgen Wille und Barbara Klau. Schröder, Hamburg 1962.
- The Soul of Kindness (1964)
- The Wedding Group (1968)
- Mrs Palfrey at the Claremont (1971)
 Mrs Palfrey im Claremont. Aus dem Englischen von Bettina Abarbanell. Mit einem Nachwort von Rainer Moritz. Dörlemann Verlag, Zürich 2021, ISBN 978-3-03820-084-0.
- Blaming (1976)

Kurzgeschichten (Auswahl)
- Hester Lilly (1954)
- The Blush and Other Stories (1958)
- A Dedicated Man and Other Stories (1965)
- The Devastating Boys (1972)
- Complete Short Stories. Introduction by Joanna Langham. Virago Modern Classics 2012. ISBN 978-1-84408-840-9

Kinderbücher
- Mossy Trotter (1967)

## Verfilmungen
- Angel – Ein Leben wie im Traum, 2007, Regisseur: François Ozon